# Mohamed Oulhaj
Mohamed Oulhaj (Casablanca, 6 gennaio 1988) è un calciatore marocchino, difensore o centrocampista del Youssoufia Berrechid.

## Carriera

### Club
Ha giocato varie stagioni nella massima serie del campionato marocchino con il Raja Casablanca, con cui ha preso parte alla Coppa del mondo per club FIFA 2013.
Nella stagione 2018-2019 scende in campo poche volte e quindi decide di abbandonare il club in cui militava dal 2007, decidendo di andare al Youssoufia Berrechid

### Nazionale
Tra il 2008 ed il 2013 ha giocato complessivamente 13 partite con la nazionale marocchina.

## Palmarès

### Club

#### Competizioni nazionali
- Campionato marocchino di calcio: 1

Raja Casablanca: 2012-2013
- Coupe du Trone: 1 :

Raja Casablanca: 2017-2018

#### Competizioni Internazionali
- CAF Super Cup: 1

Raja Casablanca: 2019